# Нова Дума
„Нова дума“ е единственият вестник на българите в Испания, който се издава от декември 2003 г. Тиражът на вестника е над 10 000 броя, разпространява се в повече от 1000 дистрибуторски пункта на страната.
Вестникът е посредник между българските имигранти в Испания и испанското общество, испанските и българските институции, асоциациите, занимаващи се с културна и социална дейност в помощ на емигрантите, български и испански творци и др. Институции и търговски организации използват потенциала на „Нова дума“, за да стигат техните послания до българите, живеещи в Испания.
Вестникът се разпространява чрез испанска дистрибуторска мрежа по будките за вестници и списания, и от друга страна – от дистрибуторски екип на „Нова дума“ в интернет клубове, телефони кабини, български магазини, ресторанти, седалища на асоциации и други места, където се събират българи.